# 越川橋
43°50′11.4″N 144°47′27.9″E / 43.836500°N 144.791083°E

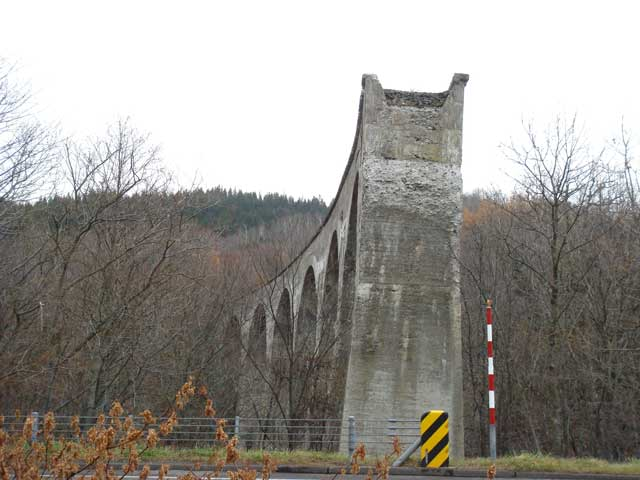
越川橋（於國道244号攝影）

越川橋（日语：／ Koshikawa kyōryō），位於日本北海道斜里郡斜里町，是一座以混凝土建造的鐵路橋樑，正式名稱為第一幾品川橋梁。

## 歷史
1939年（昭和14年），鐵道省根北線越川車站與上越川車站間的橋樑開工興建，橋全長147公尺，從地面起高度達21.6公尺，坡度千分之25，採十連拱拱橋設計，以混凝土為主要建材。由於戰爭期間鋼材不足，因此並未使用鋼筋。施工工人在勞動條件惡劣的情形下工作，工程期間有11人殉職。
1941年（昭和16年），因太平洋戰爭期間物資短缺，根北線建設工程停止，越川橋當時已接近完工。戰後根北線越川車站至根室標津車站路段並未恢復興建，這座橋樑也無法完工通車，直到1970年根北線全線停駛廢線。
1973年（昭和48年），與舊根北線並行的國道244號進行拓寬工程，越川橋的兩座橋墩因工程需要而拆除，剩下的部份仍保留。
1998年（平成10年），獲入選登錄有形文化財。